# Pardosa palliclava
Pardosa palliclava là một loài nhện trong họ Lycosidae.
Loài này thuộc chi Pardosa. Pardosa palliclava được Embrik Strand miêu tả năm 1907.